# الأمن الغذائي في إثيوبيا

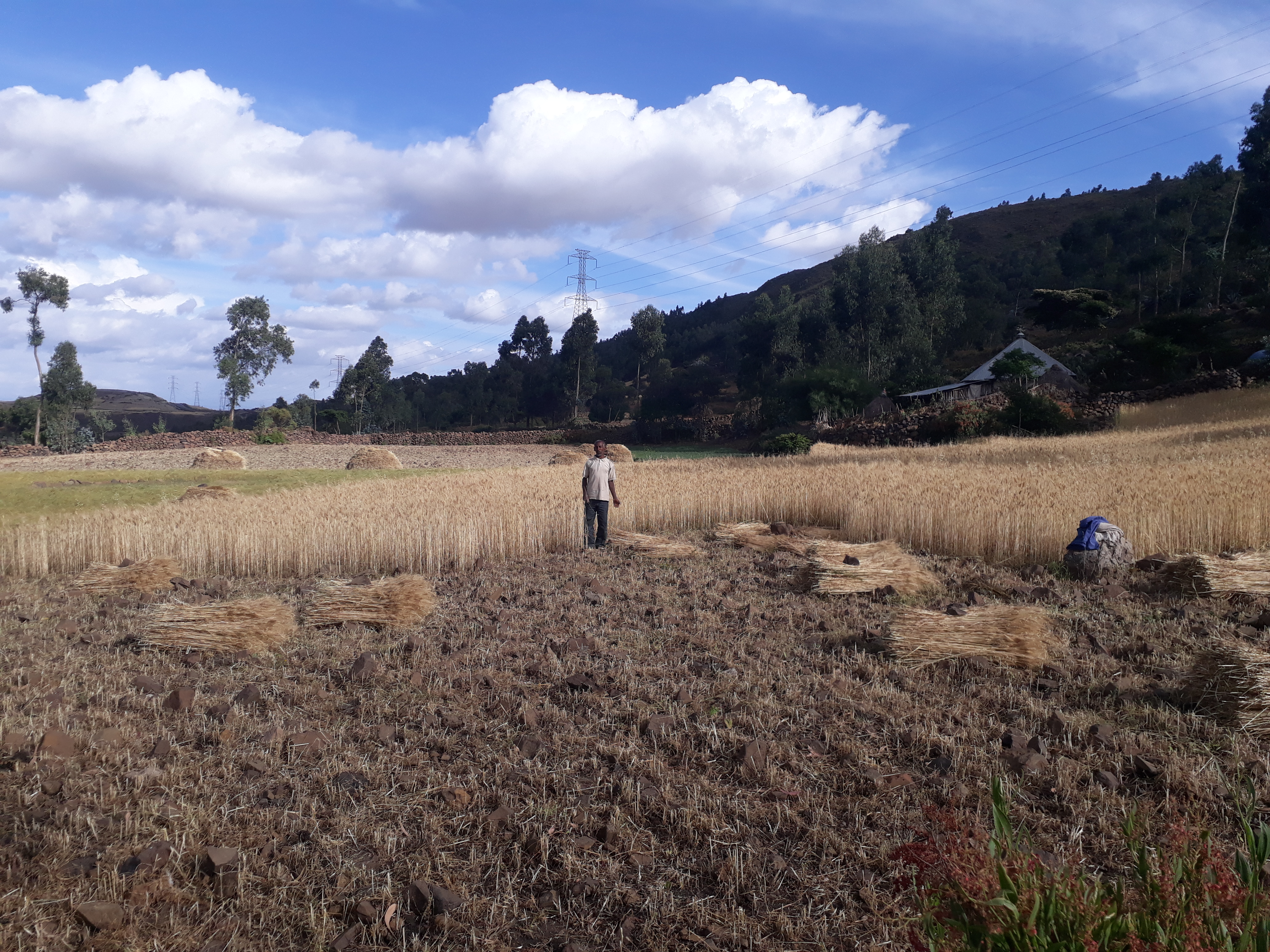

يُعرف الأمن الغذائي وفقًا مؤتمر القمة العالمي للأغذية 199 على أنه «مقدرة الجميع على الحصول على الطعام المغذي والآمن والكافي في كل وقت مما يساعد على المحافظة على حياة صحية ونشطة»، وهذا يشار إليه في العموم بإمكانية الجميع «سواء ماديًا أو اقتصاديًا» على الحصول على الطعام الذي يلبي احتياجاتهم الغذائية وأذواقهم في الطعام، أما اليوم، فتواجه إثيوبيا معدلات مرتفعة من انعدام الأمن الغذائي مما أدى إلى تصنيفها ضمن أكثر الدول التي تعاني من الجوع في العالم، فيوجد بها حوالي 5,2 مليون شخصًا في حاجة للمعونة الغذائية، ولذا احتلت إثيوبيا المرتبة 104 عالميًا في مؤشر الجوع لعام 2017.

## الخلفية
إن الزراعة في أثيوبيا تمثل 84% من القوة العاملة مما يجعل الزراعة أكبر مساهم في النمو الاقتصادي وأهم قطاع للاقتصاد في أثيوبيا، إن معيشة معظم الأثيوبيين خاصةً سكان الريف الفقراء تعتمد على الزراعة، وعلى الرغم من أنها بلد تتمتع بإمكانية زراعية كبيرة بفضل مواردها المائية وأرضها الخصبة وقدرتها العمالية الضخمة إلا أن لا يتم تطوير هذه الإمكانية، إن الزراعة في أثيوبيا تتأثر بشدة بالتغيرات الجوية، فعندما تكون الأمطار غير كافية أو غير منتظمة للقليل من المواسم الممطرة المتتابعة، تصبح البلد كلها على حافة العيش في مجاعة، وقد وصلت تلك الظاهرة إلى أعلى معدلات لها في عام 1984، وذلك عندما شهدت إثيوبيا واحدة من أسوأ موجات الجفاف في التاريخ الحديث فمات مئات الآلاف من الناس (مليون شخص هو التقدير الذي يتم ذكره في أغلب الأحيان) أو أصبحوا معدمين بسبب المجاعة التي أعقبتها.

## الإحصائيات الحالية
وفقاً لتقرير أوائل عام 2010، يواجه 5,2 مليون شخصًا في إثيوبيا حالة أمن غذائي غير مستقرة، ويرجع تدهور حالة الأمن الغذائي في المقام الأول إلى قلة هطول الأمطار العام الماضي خلال مواسم فبراير - مايو ويونيو - أكتوبر، وقد أدت سلسلة من حالات الجفاف المتتالية إلى إضعاف الحالة الغذائية في إثيوبيا ذلك بالإضافة إلى «سوء سقوط الأمطار وعدم انتظامه على مدار العامين الماضيين»، كما ساهمت الظروف العالمية مثل ارتفاع أسعار الغذاء والوقود التي استمرت في البلاد منذ عام 2008 بالإضافة إلى الأزمة المالية العالمية في فشل الأمن الغذائي في إثيوبيا، وتعتبر إثيوبيا من أقل البلدان نمواً فتحتل المرتبة 171 من بين 182 بلداً في مؤشر التنمية البشرية لبرنامج الأمم المتحدة الإنمائي لعام 2009، فوفقًا لمؤشر الجوع العالمي لعام 2010، الذي يصنف البلدان النامية والبلدان التي تمر بمرحلة انتقالية استنادًا إلى نسبة من يعانون من نقص التغذية ونسبة الأطفال ناقصي الوزن تحت سن الخامسة ومعدل وفيات الأطفال، حصلت إثيوبيا على 29,8 على مقياس من 0 إلى 100، حيث يعد الصفر أسوأ درجة و ال100 أفضل درجة ممكنة، ولكن أصبحت إثيوبيا واحدة من الدول التي حققت تقدم مؤكد في تحسين نتائجها بين عامي 1990 و 2010،  ففي عام 1990 كانت النتيجة 43,7، والآن انخفض إلى 29,8،  و مع ذلك، لا تزال هذه النتيجة مثيرة للقلق للغاية - فهي تحتل حاليًا المرتبة 80 من بين 84 دولة.  
يمكن أيضًا قياس مستوى الجوع في إثيوبيا استنادًا إلى نمو الطفل، والذي «يُعترف به دوليًا كمؤشر مهم على الحالة الغذائية والصحة للسكان»، وفي عام 2005، كان 20٪ من الأطفال حديثي الولادة منخفضي الوزن (أقل من 2500 جرام عند الولادة)، كما عانى 53.5 ٪ من الأطفال دون سن الخامسة و 30.6 ٪ من النساء الحوامل من فقر الدم، وعانى 34.6٪ من الأطفال من نقص الوزن، الأمر الذي يساهم في وفاة الأطفال حيث أن «الأدلة قد أظهرت أن معدل وفيات الأطفال الذين يعانون من نقص بسيط في الوزن يزداد، وأن الأطفال الذين يعانون من نقص شديد في الوزن معرضين لخطر أكبر»، وأيضًا عانى 50.7٪ من الأطفال من تأخر في النمو نتيجة لعدم كفاية الحمية الغذائية، وعانى 12.3٪  منهم من «الهزال»، وهو حالة ناتجة عن النقص الحاد للتغذية ويسبب ضعفًا دائمًا في جهاز المناعة، مما يجعلهم أكثر عرضة للإصابة بالأمراض المعدية والموت، إن هذه المستويات العالية من نقص التغذية، لا سيما لدى الأطفال والأمهات، لها آثار خطيرة على مستقبل إثيوبيا، فإن ارتفاع معدل وفيات الأطفال، وضعف جهاز المناعة، ونتائج ضعف النمو بسبب عدم كفاية النظام الغذائي، والتي تشمل تأخر النمو العقلي والقدرة الفكرية وانخفاض الأداء في المدرسة، لها آثار طويلة الأجل، ليس فقط بالنسبة لأولئك الأطفال ولكن بالنسبة للإنتاجية الاقتصادية ككل، كما تعتبر النساء الصغيرات اللائي يعانين من سوء التغذية أكثر عرضة للمضاعفات أثناء الولادة، ومن المرجح أن يلدن أطفالاً منخفضي الوزن، مما «يساهم بشكل أكبر في سلسلة لسوء التغذية تتناقلها الأجيال».